# Municipio de Lovelady (condado de Burke)
El municipio de Lovelady (en inglés: Lovelady Township) es un municipio ubicado en el  condado de Burke en el estado estadounidense de Carolina del Norte. En el año 2010 tenía una población de 8.546 habitantes.

## Geografía
El municipio de Lovelady se encuentra ubicado en las coordenadas 35°44′36.47″N 81°32′56.34″O / 35.7434639, -81.5489833.